# Grenze zwischen Guinea und Sierra Leone

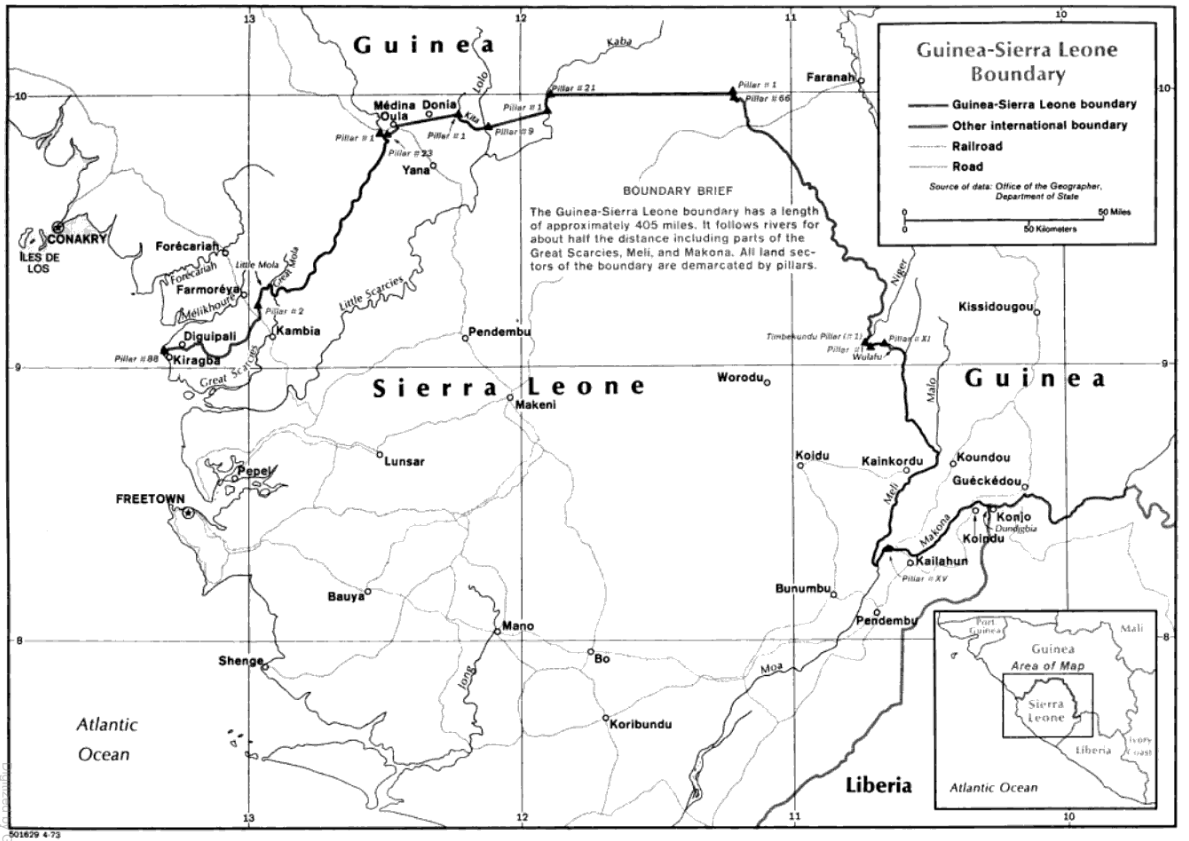
Karte des Grenzverlaufs

Die Grenze zwischen Guinea und Sierra Leone trennt als internationale Land- und Seegrenze diese beiden Staaten. Die Länge der Grenze wird mit 794 oder 652 km (nach der CIA-Karte „approximately 405 miles“) angegeben. Sie verläuft vom Atlantischen Ozean zum Dreiländereck mit Liberia.

## Geschichte
Sierra Leone wurde vom Vereinigten Königreich um 1780 als Aufnahmeort für gerettete und befreite Sklaven gegründet; das Gebiet um Freetown wurde 1808 zur Kronkolonie und in den folgenden Jahrzehnten wurde in den folgenden Jahrzehnten über das Hinterland ausgedehnt. Die Kolonie erlangte 1961 die Unabhängigkeit. Frankreich, das die senegalesischen Küstengebiete schon seit dem 17. Jahrhundert zu kolonialisieren begonnen hatte, besetzte die Küste des heutigen Guinea im späten 19. Jahrhundert als Kolonie Rivières du Sud, die 1893 den Namen Guinée française erhielt. Mit dem Wettlauf um Afrika dehnten sich die Interessen der europäischen Mächte um 1880 auch auf das Binnenland aus. Am 28. Juni 1882 schlossen das Vereinigte Königreich und Frankreich einen Vertrag über die Grenze zwischen Sierra Leone und Guinea, die im Hinterland an einem nicht definierten Punkt endete. Weitere Verträge vom 10. August 1889 und vom 21. Januar 1895 verlängerten den Grenzverlauf nach Osten bis in die Nähe von Tembakounda (Guinea). Die Abmarkung im Gelände erfolgte von Dezember 1895 bis Mai 1896 und wurde durch einen Notenwechsel im Juni 1898 gebilligt. Nach Änderungen der Grenzverläufe zwischen Französisch-Guinea und Liberia und Liberia und Sierra Leone bis zum Januar 1911 verlängerte sich die Grenze zwischen Französisch-Guinea und Sierra Leone nach Süden. Das Vereinigte Königreich und Frankreich bestätigten den neuen Grenzverlauf im Juni 1911 und unterzeichneten am 4. September 1913 einen diesbezüglichen Vertrag. 1958 wurde Guinea, das sich unter Ahmed Sékou Touré weigerte, der Communauté française beizutreten, unabhängig, 1961 auch Sierra Leone. Während des Bürgerkriegs in Sierra Leone (1991–2001) breiteten sich die Unruhen in den sierra-leonischen Grenzort Yenga aus. Daraufhin besetzte Guinea bis 2013 den Ort.

## Grenzverlauf
Die Grenze verläuft von der Atlantikküste zum Dreiländereck mit Guinea (8°28'48"N, 10°17'24"W) im Fluss Moa oder Makona. Von der Pointe Sallatouk am Atlantischen Ozean verläuft sie mit zahlreichen unregelmäßigen und einigen geradlinigen Abschnitten, dabei weitgehend dem Fluss Great Scarcies (in Guinea: Kolente) folgend, bis zum 10. nördlichen Breitengrad. Diesem folgt sie nach Osten über rund 75 km. Anschließend biegt sie nach Südwesten ab und kreuzt die Loma- und Tingi-Berge. Die Quelle des Niger verbleibt dabei auf der guineischen Seite. Die Grenze folgt weiter dem Fluss Meli flussabwärts zu dessen Mündung in den Moa oder Makona, in dem sie nach Osten bis zum Dreiländereck mit Liberia (8°28'48"N, 10°17'24"W) verläuft.

## Orte in Grenznähe

### Guinea
- Pamela
- Farmoriah
- Degui
- Moungata
- Koundou

### Sierra Leone
- Kambia
- Bramaia
- Kukuna
- Koliba
- Gberia Fotombu
- Bendugu
- Faragbema
- Saiama
- Kainkordu
- Dia
- Yenga